# Пряслов, Михаил Андреевич
Михаил Андреевич Пряслов (23 февраля 1856 года — не ранее 1919 года) — генерал-лейтенант Русской императорской армии, участник русско-турецкой (1877—1878), русско-японской и Первой мировой войн, Георгиевский кавалер.

## Биография
Происходил из потомственных дворян Петербургской губернии. Среднее образование получил в Полоцкой военной гимназии. В августе 1874 году поступил в 1-е военное Павловское училище, из которого 10 августа 1876 года выпущен подпоручиком с зачислением по армейской пехоте и прикомандированием к лейб-гвардии Волынскому полку.
В 1877 году переведён, с переименованием в прапорщики, в лейб-гвардии Волынский полк, с которым принял участие в русско-турецкой войне. В составе Плевненского отряда участвовал в осаде Плевны, в составе Западного отряда генерал-адъютанта Гурко участвовал в переходе через Балканские горы, сражениях при Ташкисене, у Мечки, под Филиппополем, в марше на Адрианаполь. За отличия «в делах с неприятелем» награждён тремя боевыми орденами.
В 1884 году произведён в штабс-капитаны, 1890 году — в капитаны. В течение 10 лет и 3 месяцев командовал ротой. 18 января 1895 года прикомандирован к лейб-гвардии Санкт-Петербургскому полку, в котором 22 июля того же года принял под команду 4-й батальон. 6 декабря 1895 года произведён в полковники с переводом в лейб-гвардии Санкт-Петербургский полк.
9 сентября 1900 года назначен командиром 58-го пехотного Прагского полка. 1 июня 1904 года произведён в генерал-майоры и назначен командиром 1-й бригады 61-й пехотной дивизии, во главе которой принял участие в русско-японской войне в составе 5-го Сибирского армейского корпуса. За боевые отличия против японцев награждён орденом Святого Станислава 1-й степени с мечами и золотым оружием с надписью «за храбрость».
14 марта 1906 года назначен командиром 1-й бригады 40-й пехотной дивизии. В 1907—1908 годах временно исправлял должность командующего 40-й пехотной дивизией и начальника гарнизона города Бобруйска. 17 декабря 1908 года назначен начальником 58-й пехотной резервной бригады. 6 июля 1910 года назначен командующим 49-й пехотной дивизии. 17 октября 1910 года произведён в генерал-лейтенанты с утверждением в должности начальника дивизии. Одновременно исполнял обязанности начальника гарнизона города Перми.
С началом Первой мировой войны во главе дивизии принял участие в Галицийской битве, походе в Венгрию, Горлицком сражении.
Приказом по 8-й армии № 251 от 24 декабря 1914 года, утверждённым Высочайшим приказом от 13 января 1915 года награждён орденом Святого Георгия 4-й степени:
за то, что в бою 29-го августа 1914 года, атакованный превосходными силами противника, со своим отрядом отбил все его атаки, после чего сам перешёл в наступление, чем было достигнуто обеспечение фланга корпуса.
29 июня 1915 года контужен у фольварка Радван и эвакуирован в тыл на излечение. 5 июля 1915 года назначен начальником 109-й пехотной дивизии, но вследствие контузии 4 ноября 1915 года зачислен в резерв чинов при штабе Петроградского военного округа. 2 апреля 1917 года уволен по возрастному цензу в отставку с мундиром и пенсией. За боевые отличия награждён мечами к ордену Святого Владимира 2-й степени и орденом Белого орла с мечами.
Проживал в Перми. Во время гражданской войны в августе 1918 года вступил в Сибирскую армию. Состоял в прикомандировании при начальнике пермского гарнизона, выполняя поручения командования 1-го Средне-Сибирского армейского корпуса. 15 января 1919 года в Русской армии Колчака назначен председателем контрольной врачебной комиссии для переосвидетельствования офицеров, признанных по состоянию здоровья негодными к службе.

## Семья
Был женат на Елизавете Николаевне, дочери генерал-майора Николая Михайловича Эсмонта.
Дети:
- Андрей (род. 18 сентября 1899 года),
- Борис (29 июля 1907—1920),
- Анна (умерла в 11 лет).

## Награды
Имел награды:
- орден Святой Анны 4-й ст. с надписью «За храбрость» (31 марта 1878 года; за Плевненский бой 28 ноября 1877 года);
- орден Святого Станислава 3-й ст. с мечами и бантом (10 апреля 1878 года; за переход через Балканы);
- орден Святой Анны 3-й ст. с мечами и бантом (30 апреля 1878 года; за бои под Филиппополем);
- орден Святого Станислава 2-й ст. (25 февраля 1885 года);
- орден Святой Анны 2-й ст. (30 августа 1894 года);
- орден Святого Владимира 4-й ст. с бантом за 25 лет службы в офицерских чинах (6 декабря 1901 года);
- орден Святого Владимира 3-й ст. (8 сентября 1903 года);
- орден Святого Станислава 1-й степени с мечами (1905 год);
- золотое оружие с надписью «За храбрость» (24 августа 1905 года / 3 ноября 1906 года);
- орден Святой Анны 1-й ст. (6 декабря 1909 года);
- орден Святого Владимира 2-й ст. (6 декабря 1913 года);
- орден Святого Георгия 4-й ст. (24 декабря 1914 года / 13 января 1915 года);
- мечи к ордену Святого Владимира 2-й ст. (19 февраля 1915 года);
- орден Белого орла с мечами (12 июня 1915 года);
- Высочайшее благоволение (12 июня 1915 года);
- орден «Святой Александр» 3-й ст. (Болгария, 17 июня 1896 года);
- крест «За переход через Дунай» (Румыния, 1878 год).